# Podmalba na skle

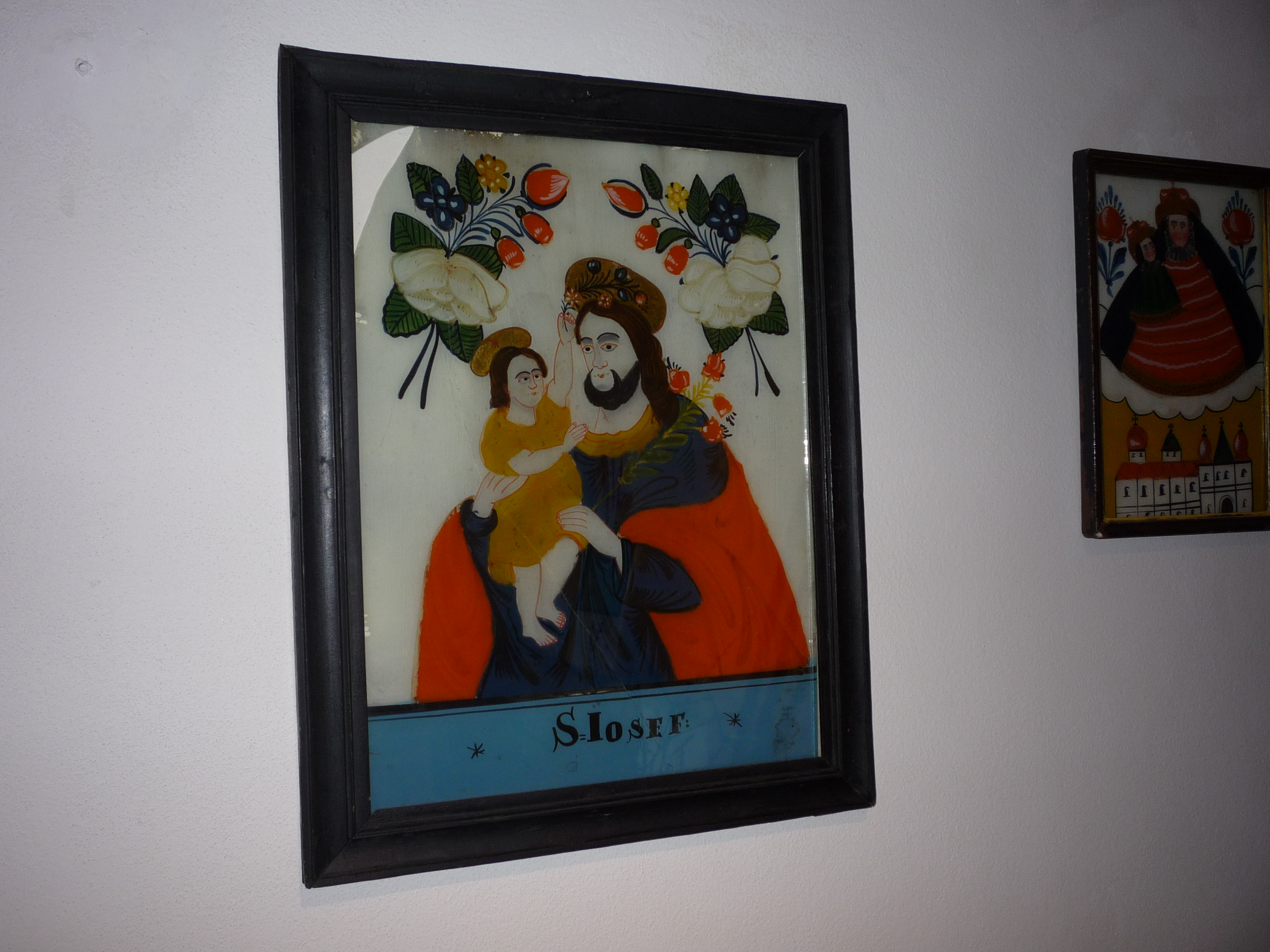
Lidové podmalby v typickém černém rámečku zdobily a chránily každou chalupu, kapličku nebo venkovský kostel

Podmalba na skle (die Hinterglasmalerei) je technika malby na sklo za studena, zpravidla prováděná temperovými barvami. Vyskytovala se již v Byzantské říši, odkud byla přenesena ve 13. a 14. století do Itálie. K největšímu rozkvětu této techniky na českém území došlo od II. poloviny 18. století do konce 19. století, kdy při sklárnách v pohraničních oblastech vznikaly malířské dílny a tato technika zlidověla. Námětem podmaleb byly téměř výhradně náboženské motivy – výjevy s postavou Ježíše Krista, Panny Marie, svatých patronů. Obrázky se prodávaly na poutních místech a staly se neodmyslitelnou součástí interiéru venkovských stavení. Jedná se o jednu z nejsvéráznějších forem výtvarného projevu lidových vrstev.

## Technika podmalby
Jedná se o malířství „neprůsvitné“, prováděné na rubu skleněné tabulky (na rozdíl např. od vitráží). Při této technice je malba nanášena na „zadní stranu“ skla obrazu, je tedy nutné postupovat v opačném pořadí než při malbě na plátno (malíř podloží pod sklo předlohu, nejprve nakreslí kontury, detaily, které opticky vystupují do popředí malby a po zaschnutí pokračuje vybarvením plochy, úplně na závěr namaluje pozadí). Tato technika je zvláštní tím, že neumožňuje dodatečné korekce a předloha je vzhledem k finálnímu dílu zrcadlově obrácená, což může být někdy půvabně patrné u lidových obrázků, které obsahují text (stranově obrácená písmena nebo i celé nápisy). Hotový obraz je chráněn sklem, na kterém je namalován.

## Územní rozšíření středisek výroby podmaleb
Nejstarší zaznamenaná podmalba na území střední Evropy pochází z roku 1442 z rakouského poutního místa Mariazell. Tradice a obliba podmaleb se brzy rozšířila i do dalších poutních míst. Malířské dílny potřebovaly ke své prosperitě zdroj skla a odbyt. Výhodou tedy byla blízkost sklárny, blízkost poutního místa, nebo alespoň místa konání pravidelných jarmarků. Zároveň tyto dílny vznikaly v oblastech, které byly méně úrodné a kde byli obyvatelé nuceni hledat si k zemědělství ještě další způsob obživy.
Mezi nejznámější střediska výroby patřily oblasti: Novohradsko (včetně Pohoří), Šumava (především Kvilda, Raimundsreut), Domažlicko, Chebsko, oblast kolem Nového Boru, České Kamenice, Jablonecko, Jilemnicko, Kladsko a oblast kolem Herálce na Českomoravské vrchovině. V každé z těchto oblastí se postupně utvořil specifický styl, technika malby i typické ornamenty.

## Ukázky prací lidových umělců a profesionálních výtvarníků

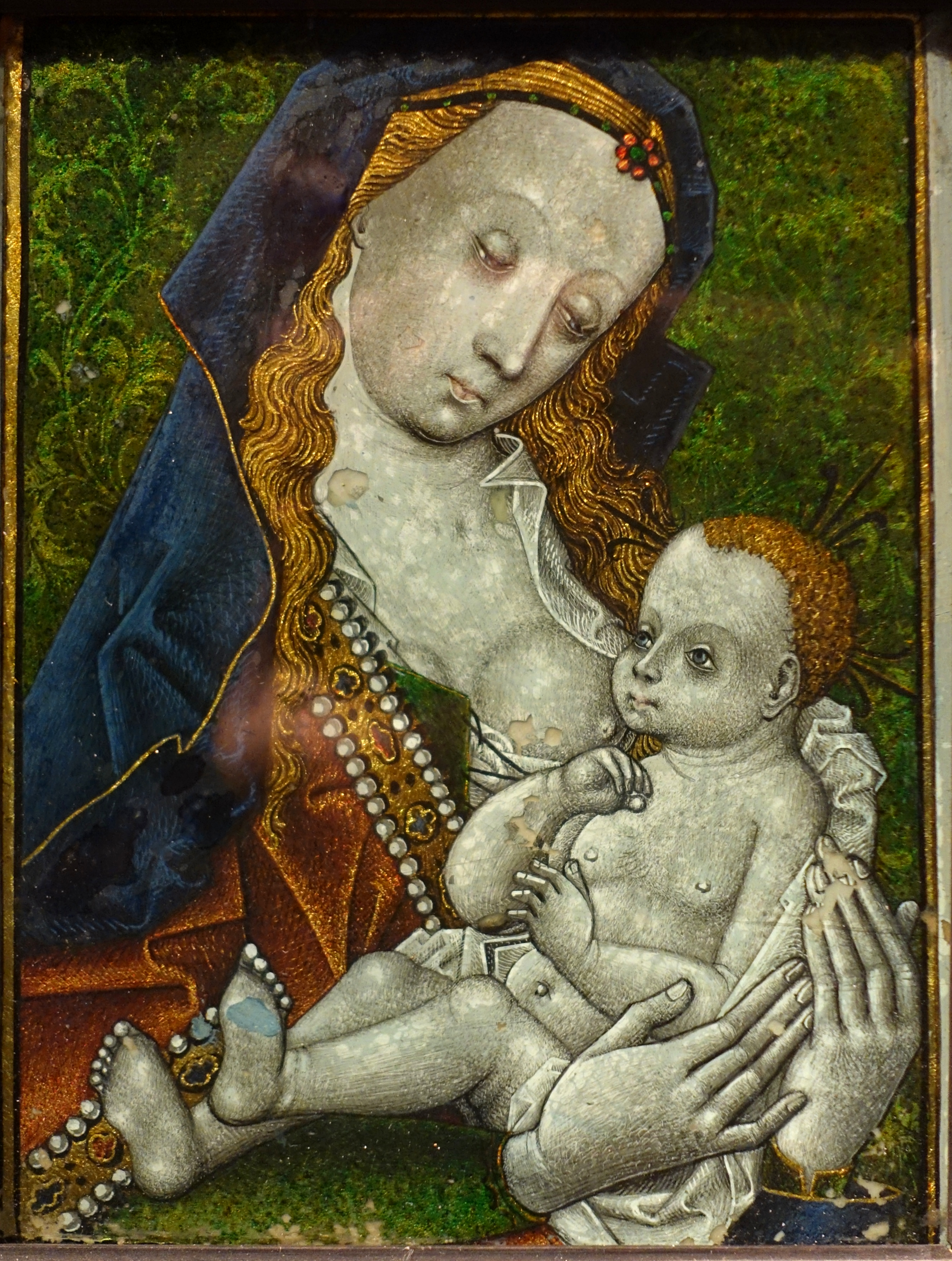
Panna Marie s dítětem, Nizozemsko (1400-1450)
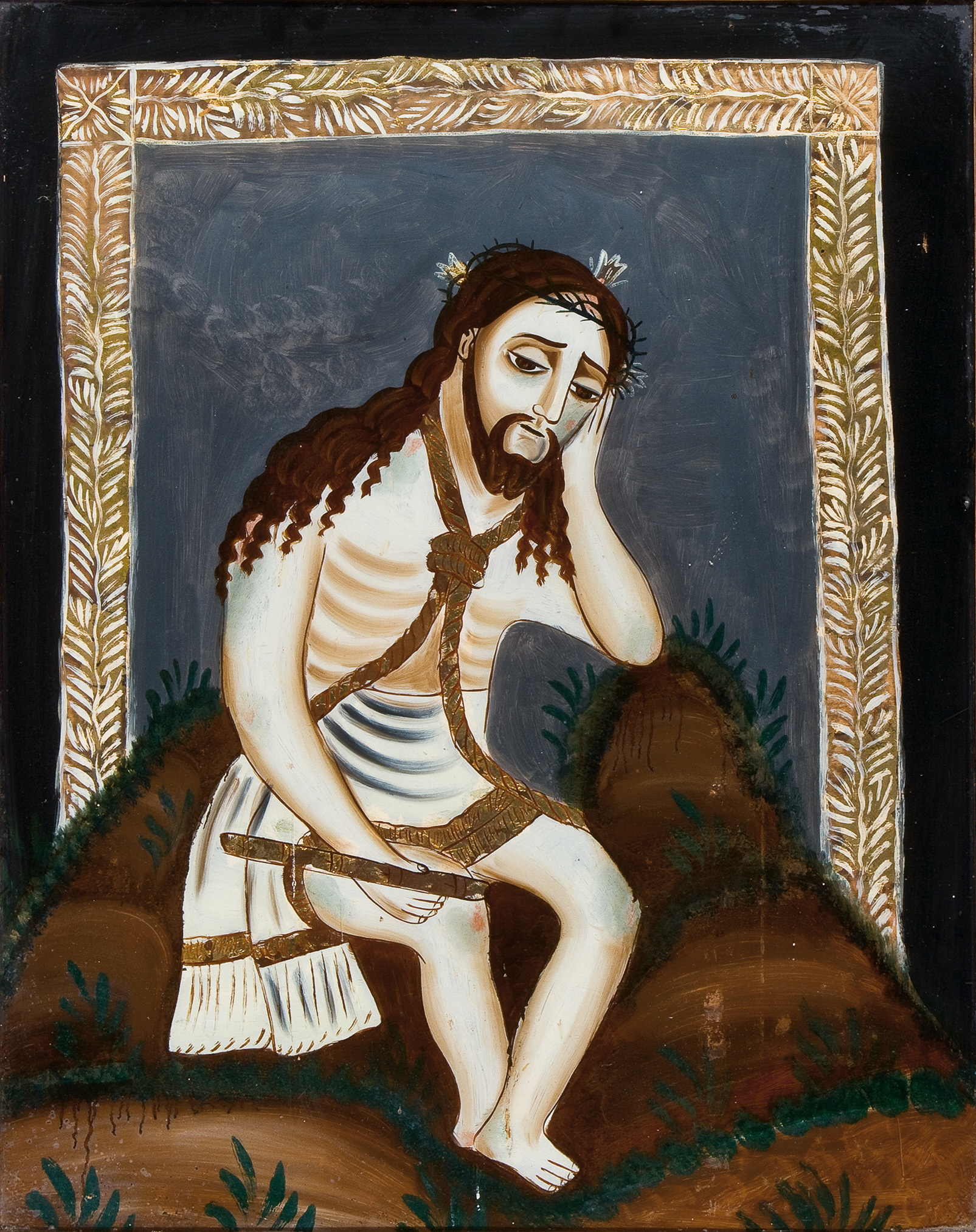
"Zármutek", lidová malba, Španělsko (19. století)
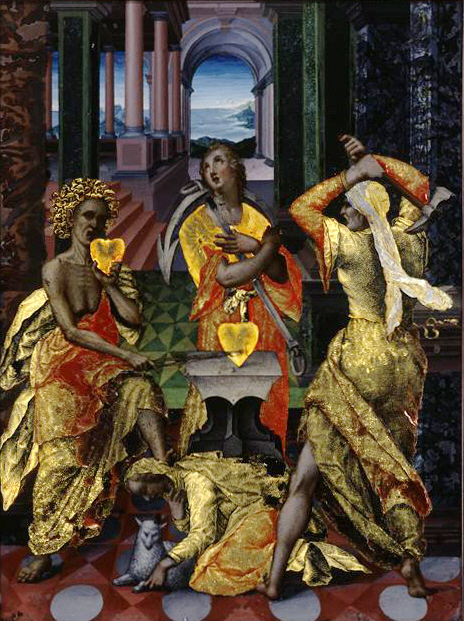
Hans-Jacob Sprüngli: "Zkouška víry", Švýcarsko (1610-1620)
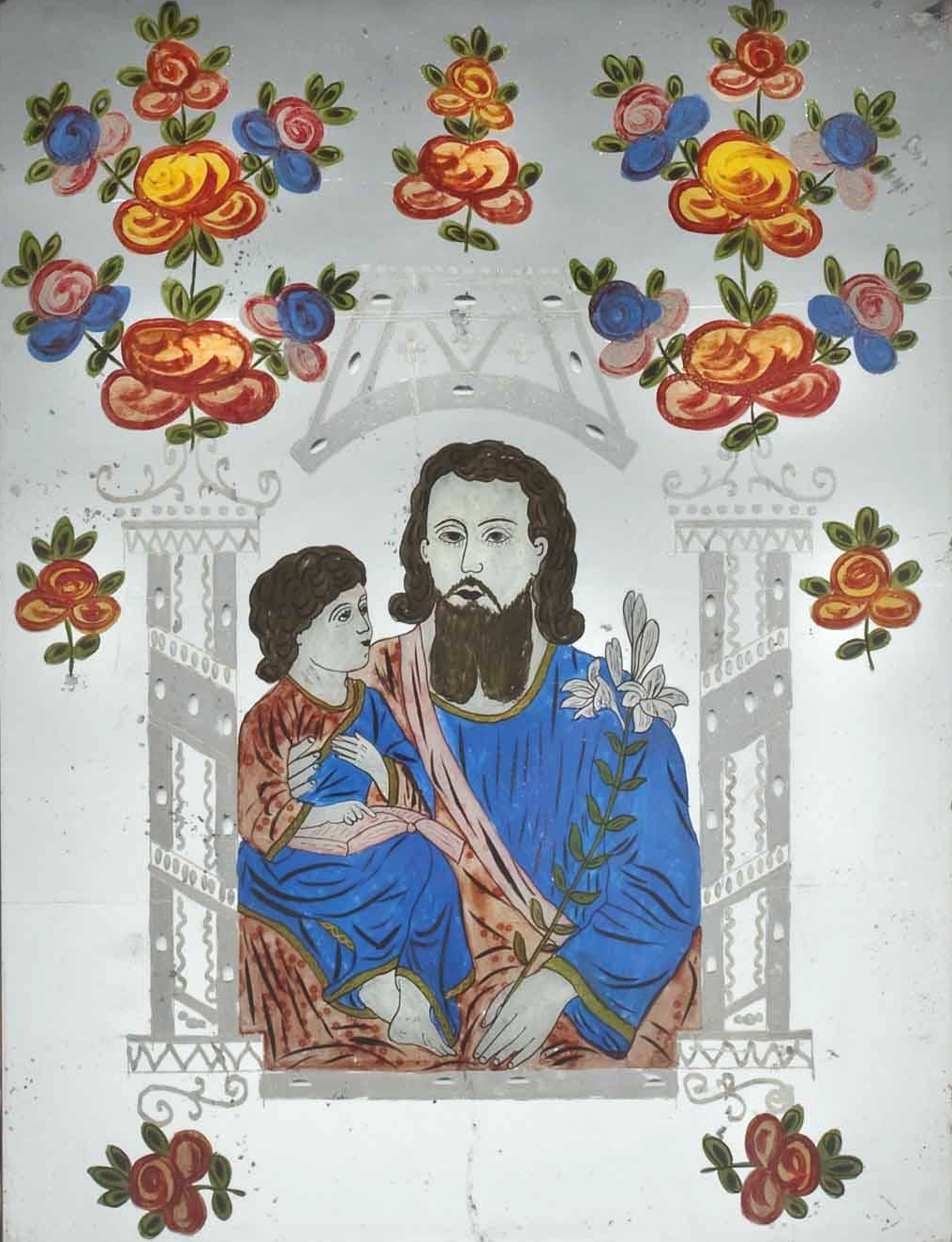
Svatý Josef s Ježíškem, jižní Čechy (konec 19. století)
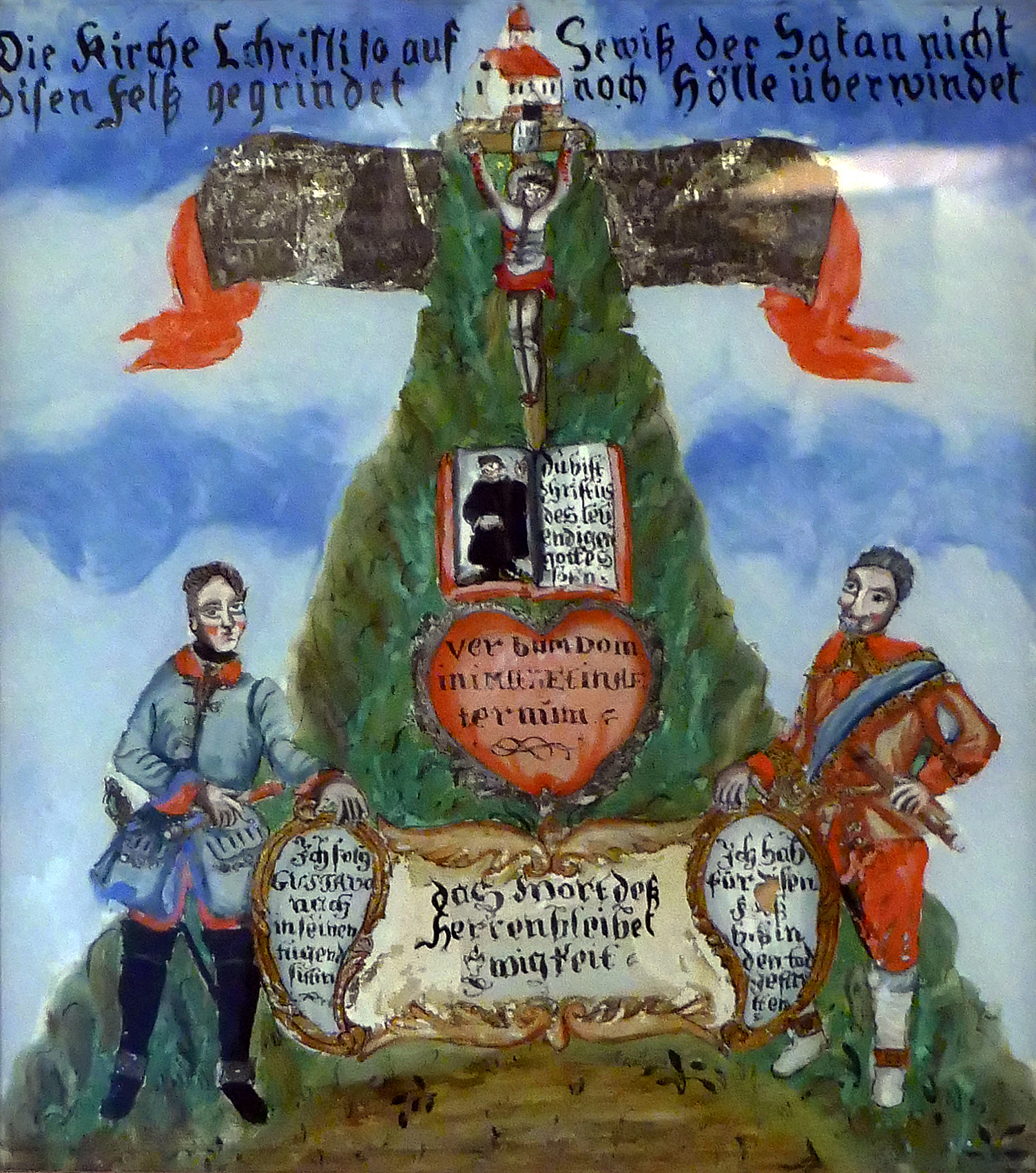
"Symboly náboženské reformy", Alsasko (kolem roku 1800)
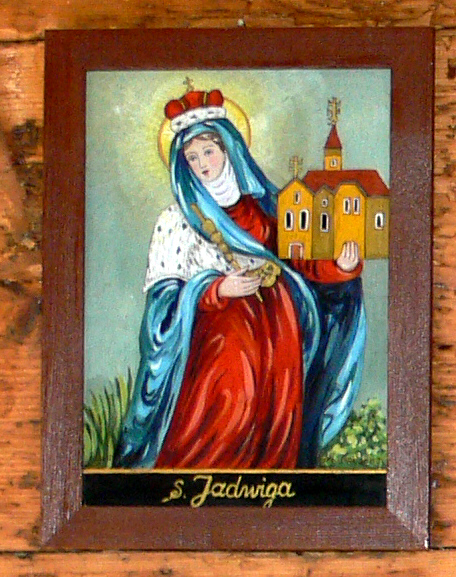
Sv. Jadwiga, expozice v Domě Kołodzieja, Zgorzelec, Polsko
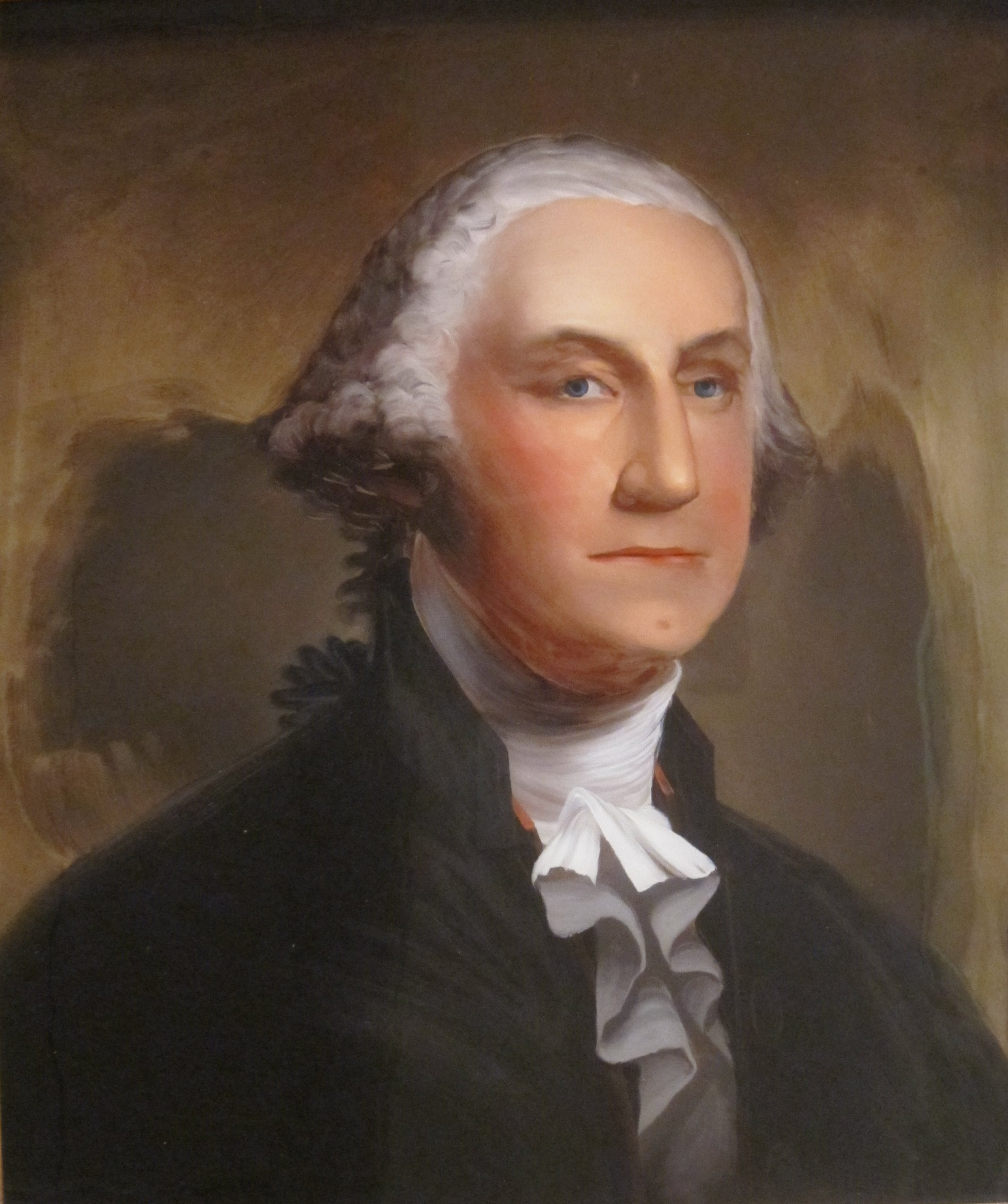
William Matthew Prior: George Washington, USA (kolem r. 1860)
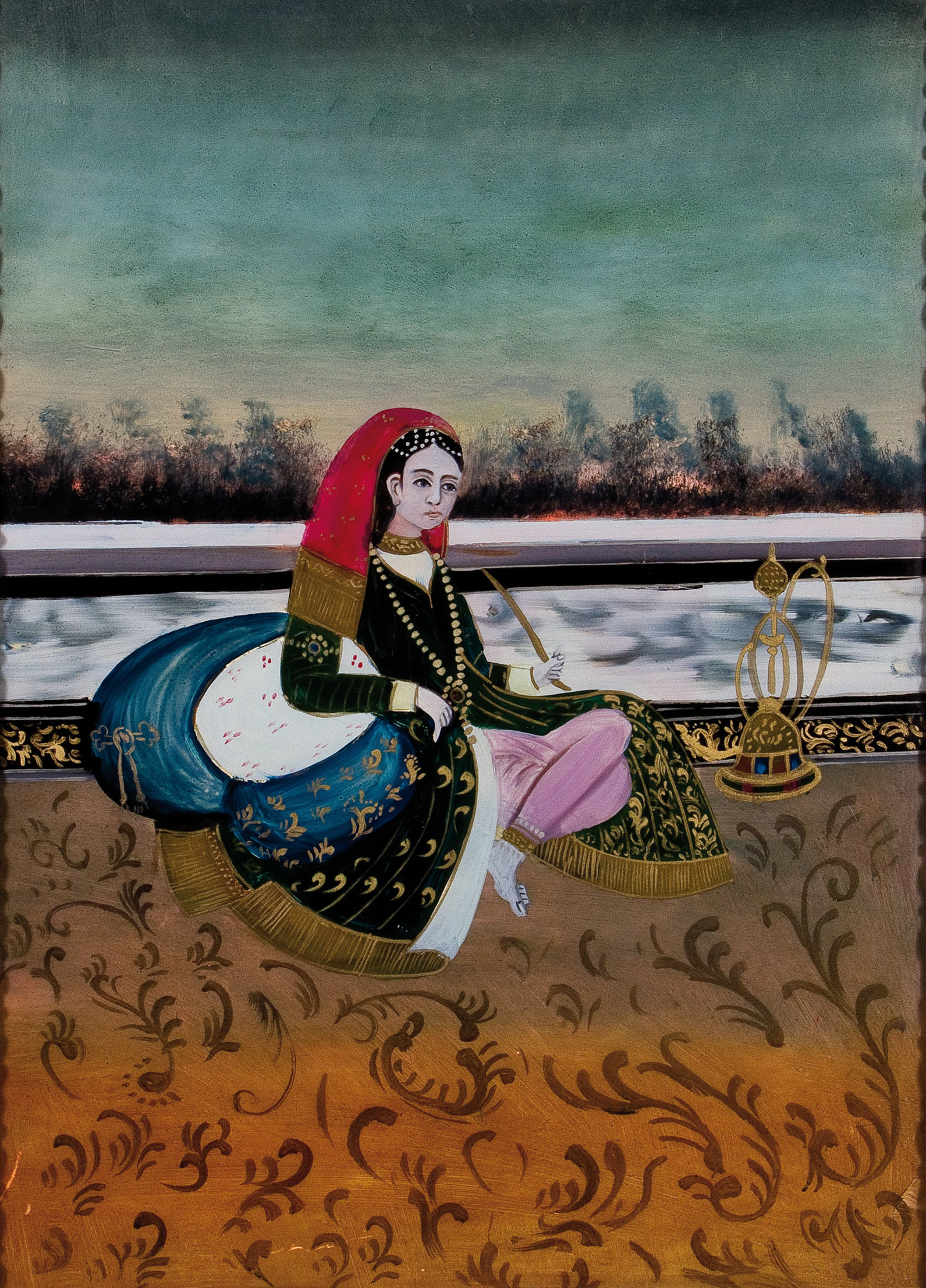
"Dáma s vodní dýmkou", západní Indie (19. století)
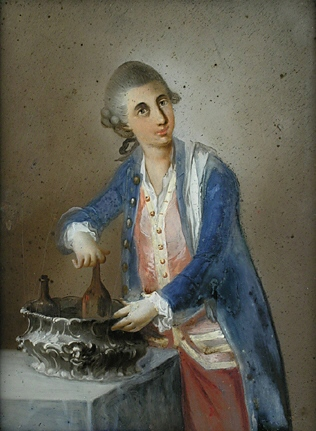
"Mladý muž chladící víno", neznámý umělec, Německo (18. století)
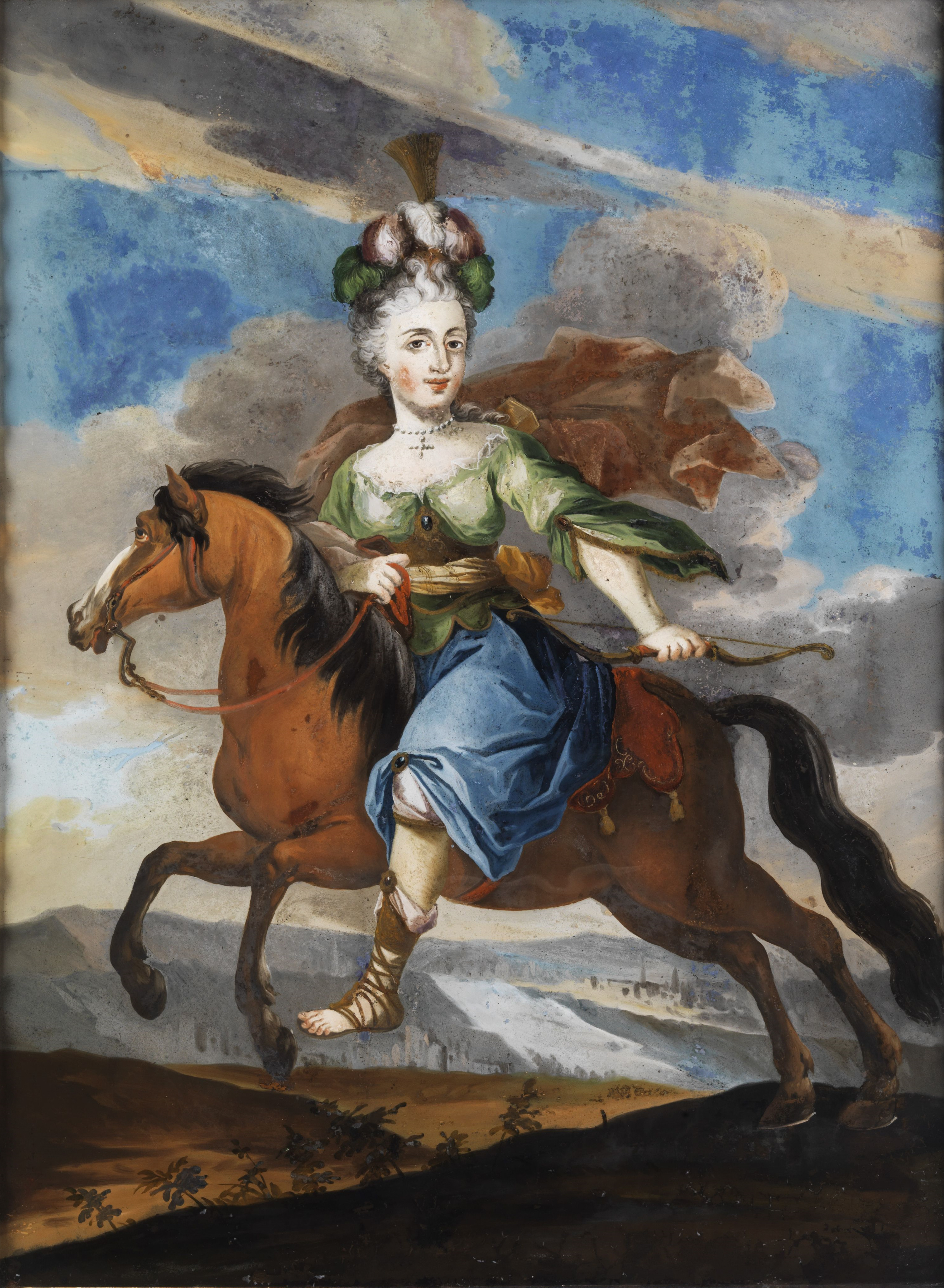
"Dvorní dáma jako Diana na koni", Rakousko (18. století)
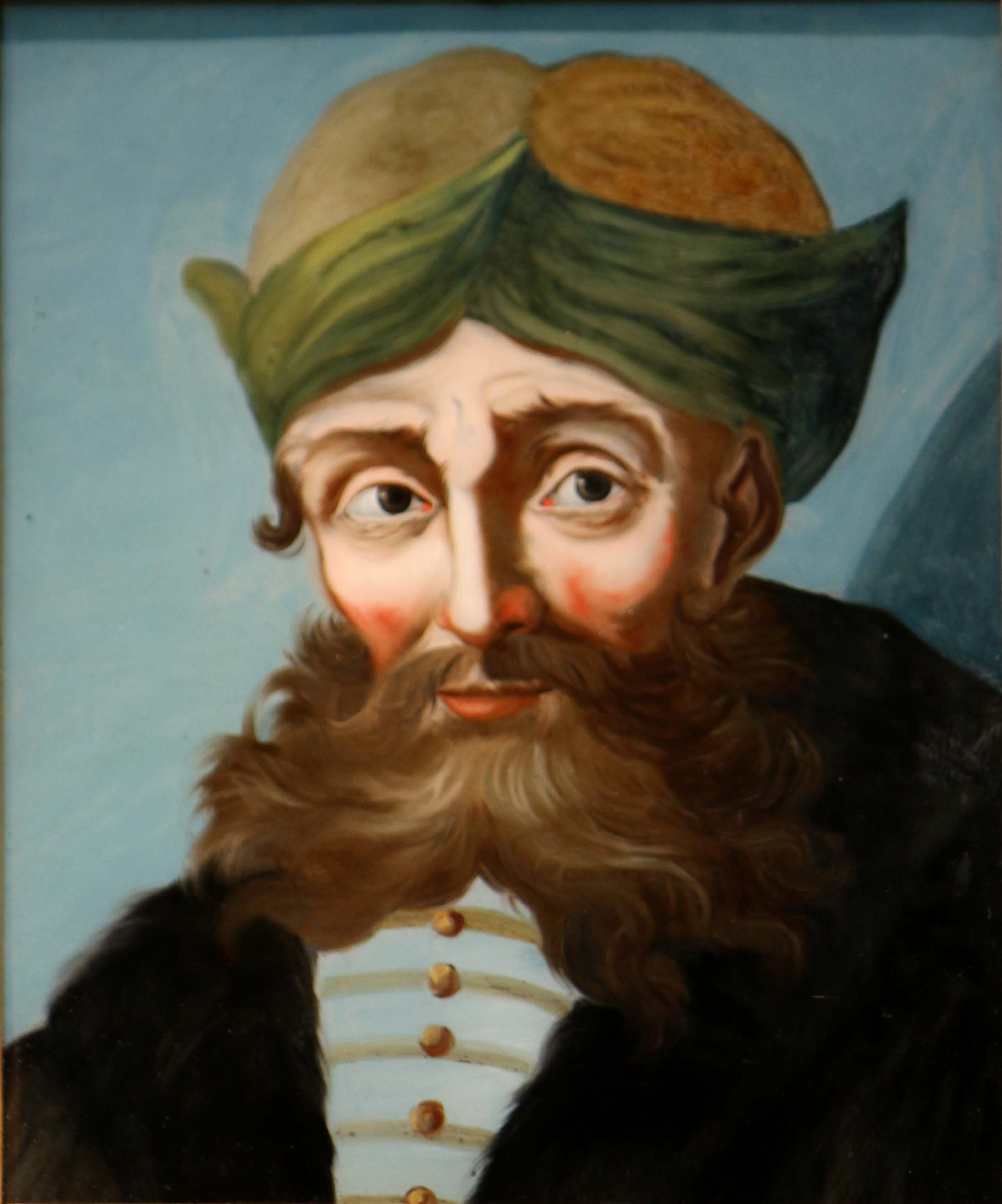
"Portrét muže", Musée Borély, Marseille, Francie (19. století)
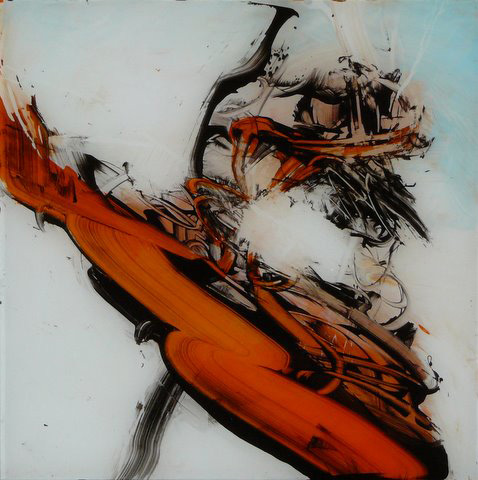
Regina Reim: "Bez názvu", Německo (21. století)